# Louis Receveur
Pour les articles homonymes, voir Receveur.
Claude-François Joseph Louis Receveur né en 1757 à Noël-Cerneux (Doubs) et est décédé le 17 février 1788 à Botany Bay est un prêtre de l'Ordre des frères mineurs. Il est connu comme botaniste, géologue, chimiste, météorologue, philologue, naturaliste et astronome. Il est décrit comme étant « très proche du métier d'écologiste au XVIIIe siècle ».

## Biographie
Claude Receveur a eu un jeune frère qui se fit également prêtre, et son grand-oncle était le missionnaire jésuite, Dominique Parrenin. Il commence sa carrière comme soldat puis entre chez les Franciscains probablement à Rougemont. Il présente de nombreuses études à l'Académie des sciences qui l'envoie à plusieurs reprises en mission entre 1776 et 1780. Il se spécialise en géologie, en particulier sur les phénomènes volcaniques.
Il est ordonné prêtre en 1782 et prend le nom de Frère Laurent. Il complète ses études de sciences naturelles au grand Couvent des Franciscains à Paris.

## L'expédition dans l'océan Pacifique

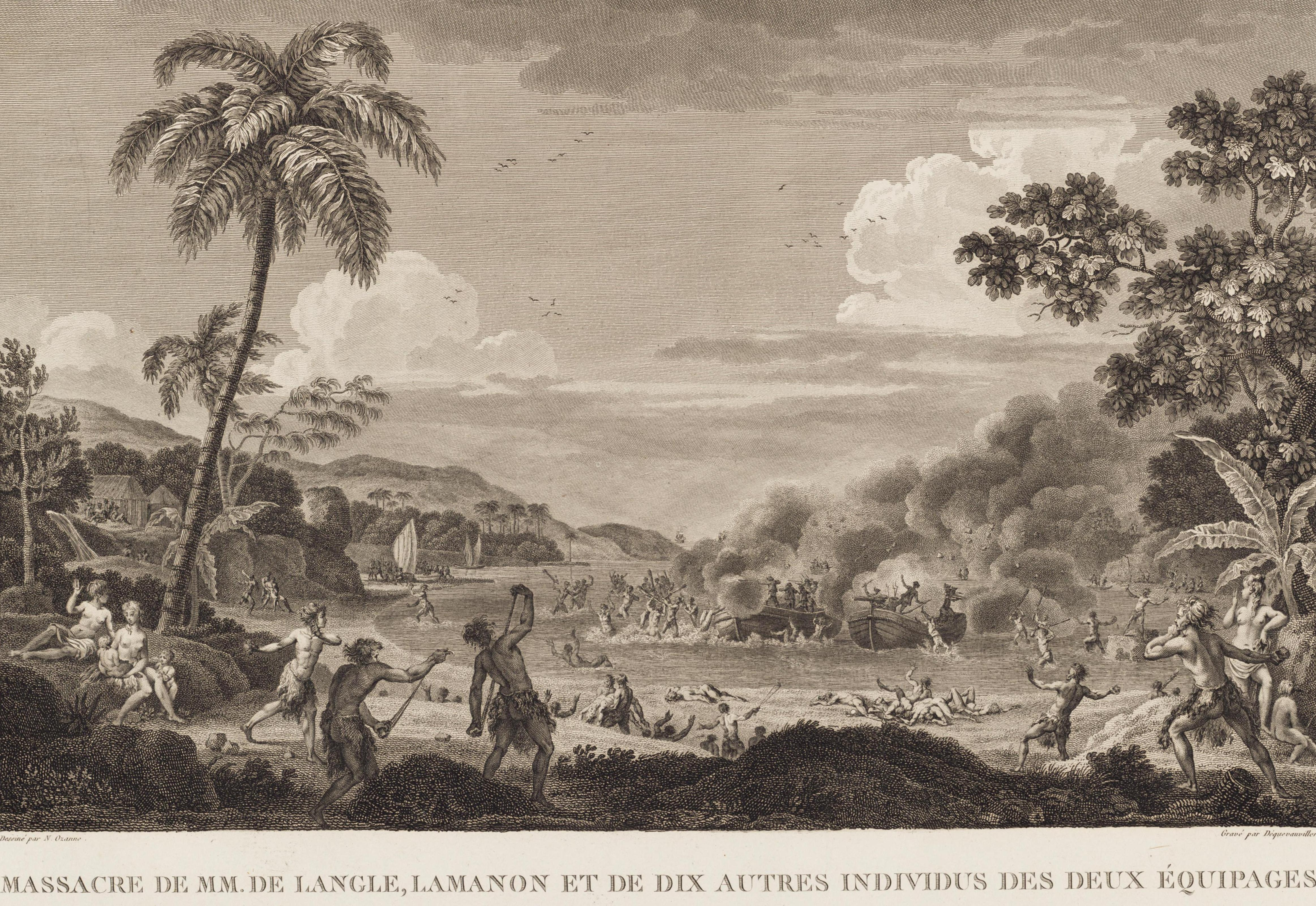
Le massacre de Tutuila, dont Louis Receveur ne réchappe que grièvement blessé.

En 1785, Jean-François de La Pérouse reçoit ordre de la part de Louis XVI et de Charles Eugène Gabriel de La Croix de Castries, Secrétaire d'État de la Marine, de mener une mission d'exploration de l'océan Pacifique qui doit aussi faire le tour du monde. Louis Receveur et Jean-André Mongez sont les deux prêtres qui participent à l'expédition à bord de L'Astrolabe. Chaque navire aura son aumônier, chacun d'eux a des compétences complémentaires dans plusieurs disciplines scientifiques. 
Fin 1787, l'expédition arrive à Tutuila dans les îles Samoa. Cette arrivée provoque le 11 décembre un violent incident avec la population autochtone. Sur la plage, deux chaloupes qui cherchent du ravitaillement sont assaillies par une foule nombreuse qui massacre à coups de pierres, douze hommes, dont l'un des deux commandants de l'expédition (Paul Fleuriot de Langle). Louis Receveur réussit à échapper à la mort, mais il est gravement blessé, recevant une « contusion violente à l'œil ».

## Son décès en Australie

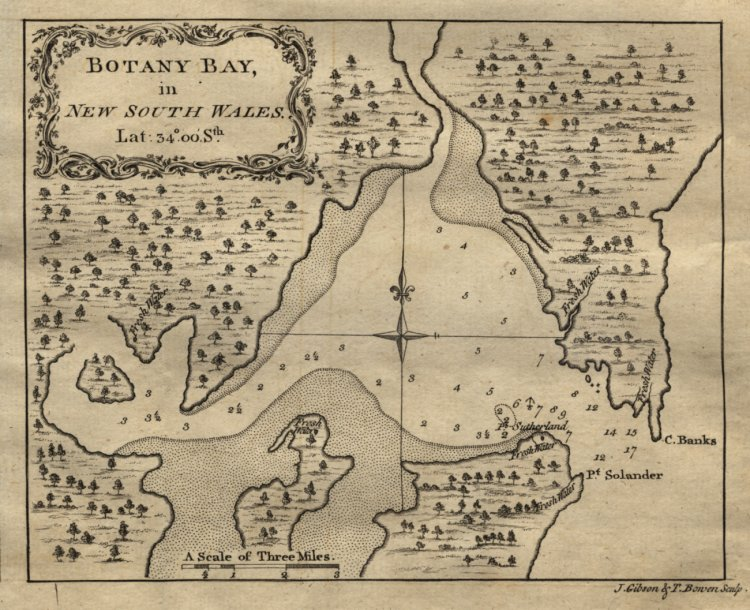
Carte de Botany Bay en 1773, par von John Hawkesworth

L'expédition continue sa marche jusqu'en Australie, plus précisément à Botany Bay, six jours après le First Fleet. Jean-François de La Pérouse établit son camp sur la rive et il noue des relations avec les Anglais. Mais Louis Receveur ne se remet pas de ses blessures et meurt le 17 février 1788. Il est enterré dans le camp. La Pérouse fait graver, à l'endroit où son corps est enterré, l'inscription suivante :
 Hic jacet L. RECEVEUR,

 e FF. minimis, Galliae sacerdos physicus, in circumnavigations

 mundi ; Duce DE LA PEROUSE. 

 Obiit die 17 februarii anno 1788. 
(Voir le Journal de Paris du vendredi 26 juin 1789).
C'est le premier prêtre catholique et le second non-autochtone à être enterré en Australie. De plus, ses obsèques ont été considérées comme la première cérémonie religieuse tenue en Australie.
En 1825, Bougainville demande à l'architecte colonial George Cookney de fabriquer une pierre tombale pour sa tombe située à proximité du monument de Lapérouse, dans le French garden de Cape Banks. Cette dernière est toujours visible et fait l'objet de pèlerinage.

## Reconnaissance de ses travaux
Chaque année au mois de février se tient une messe commémorative qui rappelle l'importance de l'arrivée de Louis Receveur en Australie et son influence religieuse après sa mort. De plus, une rue porte son nom à Little Bay, New South Wales (Australie).